# Gråvit vråk
Gråvit vråk (Leucopternis semiplumbeus) är en fågel i familjen hökar inom ordningen hökfåglar. Den förekommer i södra Centralamerika och nordvästra Sydamerika. Arten är fåtalig och minskar i antal, men beståndet anses ändå vara livskraftigt.

## Utseende och läte
Gråvit vråk är en liten (31–36 cm), satt och kortvingad vråk med karakteristiskt tvåfärgad dräkt: mörkgrå ovan och vit under. Den har vidare tydligt gula ögon samt orangefärgad vaxhud och orangefärgade ben. Den är mer svartaktig på vingovansida och stjärt, den senare med ett eller ibland två vita tvärband. Ungfågeln är vitstreckad på huvudet, vitfläckig på manteln och tunt svartstreckad på bröstet. Stjärten har två vita band, ibland spår av ett tredje. Under häckningstid är arten ljudlig då den avger serier med genomträngande uppåtgående visslingar.

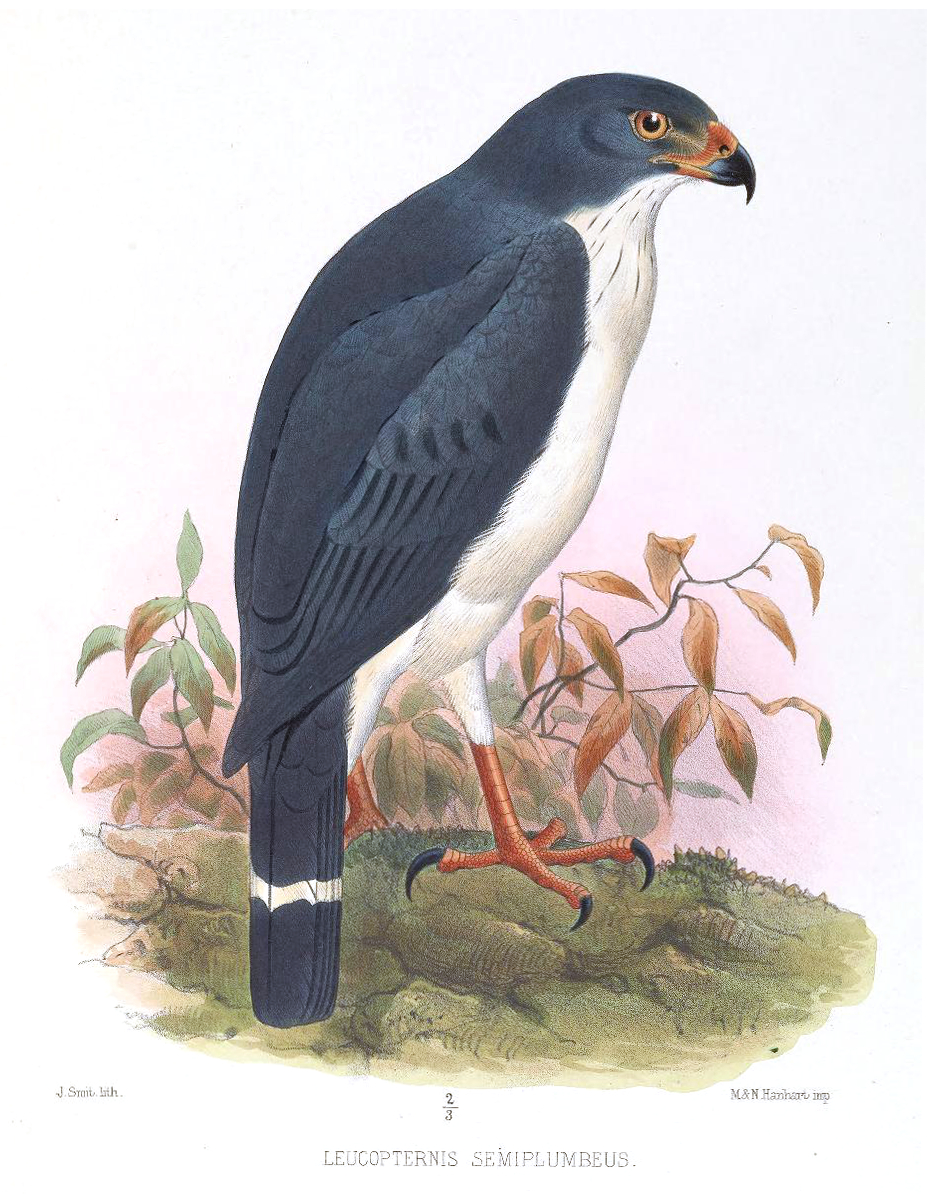

## Utbredning och systematik
Fågeln förekommer från Honduras i Centralamerika söderut till västra Colombia och nordvästra Ecuador. Fynd finns även från västra Amazonas nära Iquitos i Peru som kan utgöra en tidigare okänd population av gråvit vråk, alternativt en ny, obeskriven art. Den behandlas som monotypisk, det vill säga att den inte delas in i några underarter.

## Levnadssätt
Gråvit vråk hittas i fuktiga skogar i låglänta områden och lägre bergstrakter. Arten är dåligt känd, men tros livnära sig mestadels på ödlor och ormar som den fångar genom utfall från sittplats. Nästan inget är känt om dess häckningsbiologi annat än anekdotiska fynd av bobygge i kronan av ett högt träd i Costa Rica i januari. En hane i häckningstillstånd har även observerats i Colombia i februari.

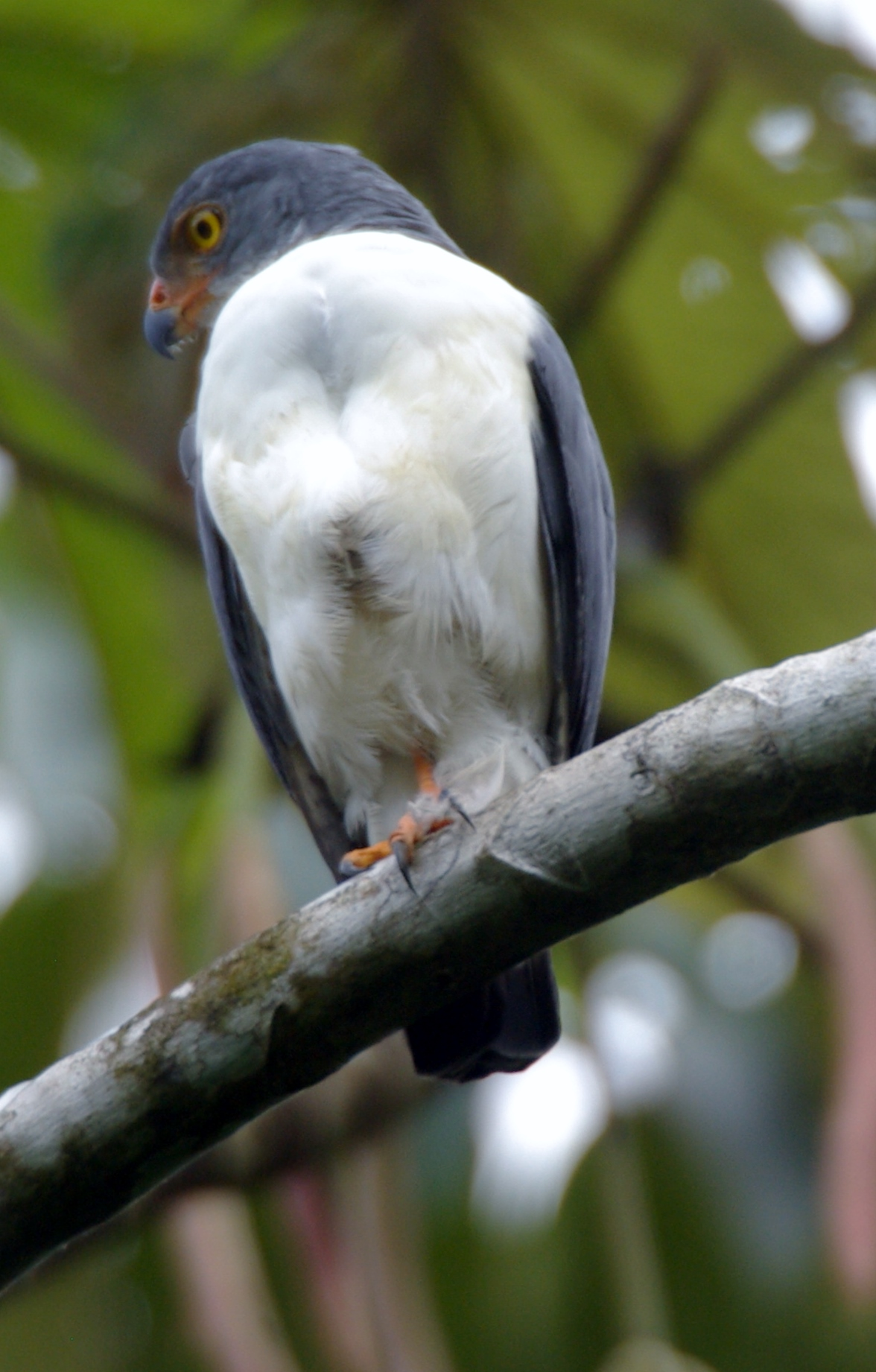

## Status och hot
Arten minskar i antal och har en liten världspopulation uppskattad till mellan 20 000 och 50 000 vuxna individer. Utbredningsområdet är dock relativt stort. Internationella naturvårdsunionen IUCN kategoriserar arten som livskraftig.